# Grabovac Krnjački
Grabovac Krnjački – wieś w Chorwacji, w żupanii karlowackiej, w gminie Krnjak. W 2011 roku liczyła 85 mieszkańców.